# Times Higher Education World University Rankings

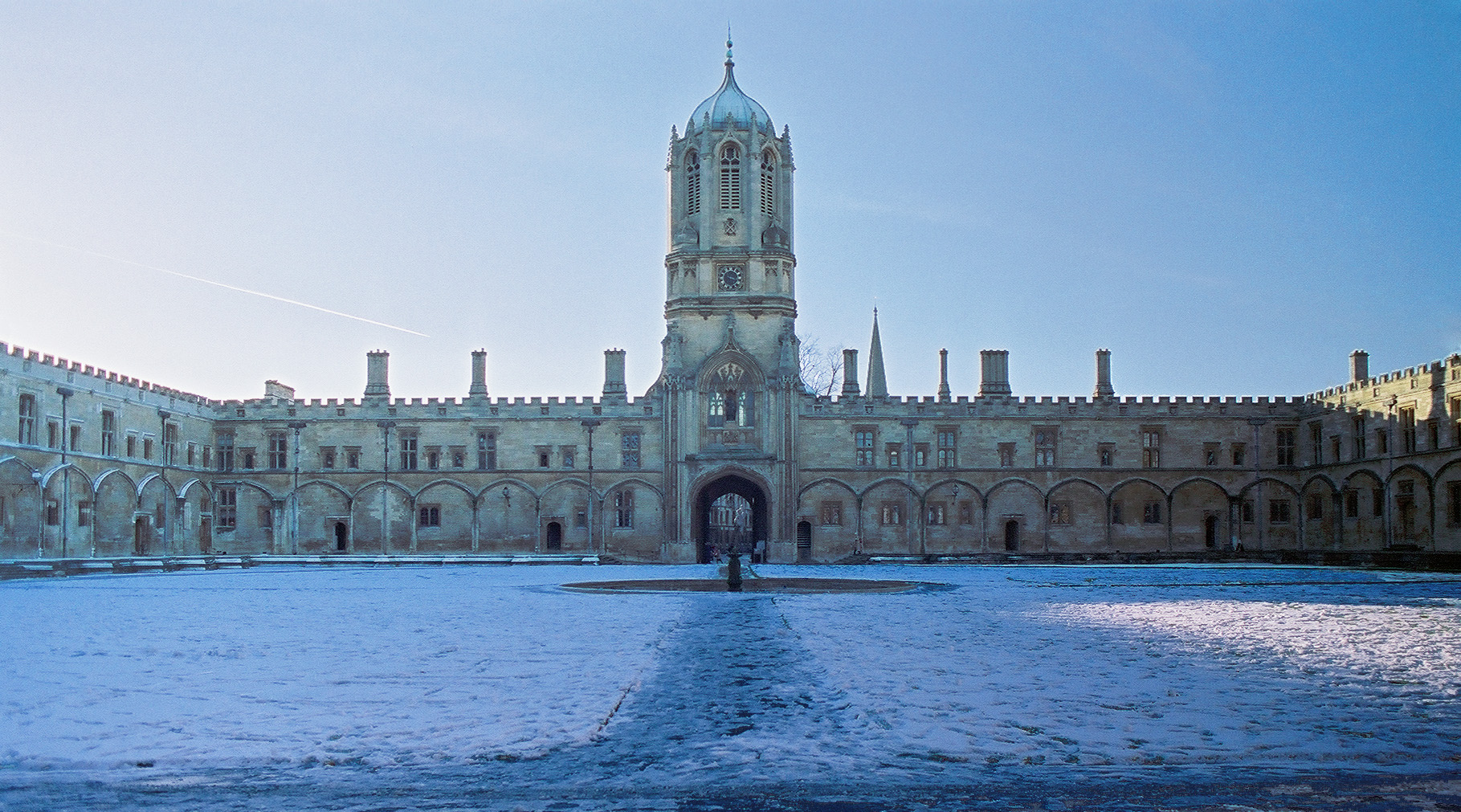
De Universiteit van Oxford staat op de eerste plaats in 2024

De Times Higher Education World University Rankings is een jaarlijks gepubliceerde ranglijst van universiteiten gerangschikt op onder meer de kwaliteit van het hoger onderwijs en het wetenschappelijk onderzoek aan die instellingen. De ranglijst wordt samengesteld door het Britse tijdschrift Times Higher Education (THE), gebaseerd op gegevens verzameld door Thomson Reuters. 
De ranglijst wordt beschouwd als een van de drie invloedrijkste en meest vooraanstaande ranglijsten van universiteiten, naast de QS World University Rankings en Academic Ranking of World Universities (Shanghai-ranglijst).

## Andere ranglijsten
Naast de algemene ranglijst worden ook andere ranglijsten gepubliceerd: 
- ranglijsten per vakgebied. Deze ranglijsten dekken zes brede vakgebieden: arts and humanities (geesteswetenschappen), clinical, pre-clinical and health (geneeskunde), engineering & technology (techniek), life sciences (biologie), physical sciences (natuurkunde en scheikunde) en social sciences (sociale wetenschappen)
- de Asia University Rankings, een ranglijst van Aziatische universiteiten, en de BRICS & Emerging Economies Rankings voor universiteiten in BRICS-landen en andere snel economisch ontwikkelende landen. Beide ranglijsten zijn gebaseerd op dezelfde methodologie als de World University Rankings.
- de 100 Under 50, een ranglijst van universiteiten die minder dan 50 jaar oud zijn. Deze ranglijst gebruikt een aangepaste methodologie waarbij subjectieve metingen van academische kwaliteit minder gewicht hebben.
- de World Reputation Rankings, een ranglijst van de 100 beste universiteiten gebaseerd op een peiling van gerespecteerde academici.

## Beste universiteiten
De top wordt gedomineerd door Britse en Amerikaanse universiteiten. De Universiteit van Oxford staat op de eerste plaats in 2024, gevolgd door Stanford, het Massachusetts Institute of Technology, Harvard University en de Universiteit van Cambridge.
De KU Leuven (35e plaats in 2015-2016, 45e in 2024) is de hoogstgeplaatste universiteit van België, gevolgd door de Universiteit Gent (115e plaats), de Universiteit Antwerpen (161e) en de Université catholique de Louvain (168e). Technische Universiteit Delft (48e) is de hoogstgeplaatste universiteit van Nederland in 2024, gevolgd door de Universiteit van Amsterdam (61e), Wageningen (64e), de Universiteit Leiden (77e plaats), de Universiteit van Groningen (79e) en de Erasmus Universiteit Rotterdam (99e). VU staat op de 125e plaats, Maastricht University volgt op de 138e plaats, Radboud staat op 140, de TU/e staat op 168 en de Universiteit Twente op 184.
In de ranglijsten per vakgebied halen enkele Belgische en Nederlandse instellingen in 2024 de top 25. 
Leuven haalt plaats 21, Delft de 22e plaats, Leiden de 24e en de UvA de 25e plaats in arts & humanities. Erasmus Universiteit Rotterdam behaalt plaats 21 in business & economics. Delft staat op de 16e plaats in engineering. KU Leuven haalt plaats 16 in law, gevolgd door Leiden (17), Tilburg (18), Maastricht (19) en de UvA (20). Wageningen wordt op de 19e plaats in life sciences geklasseerd, de UvA op 16 en de KU Leuven op 18 in psychology. In social sciences tot slot scoort UvA (18e).
In de World Reputation Rankings 2023 zijn Delft (40e) en Amsterdam met een plaats tussen 61 en 70 de hoogstgeplaatste universiteiten van Nederland in 2023. Leuven heeft een plaats tussen de 51 en 60.

## Methodologie
De ranglijst vergelijkt hogeronderwijsinstellingen wereldwijd op basis van een reeks criteria: de kwaliteit van het hoger onderwijs en het wetenschappelijk onderzoek, de internationale diversiteit en samenwerking met het bedrijfsleven.
De formule was in 2014-2015 als volgt samengesteld:
| Categorie                                | Criteria | Gewicht                           |
| ---------------------------------------- | --- | --------------------------------- |
| Inkomsten uit bedrijfsleven en innovatie | - Inkomsten voor onderzoek afkomstig uit het bedrijfsleven (per academisch staflid) | - 2.5%                            |
| Internationale diversiteit               | - Verhouding tussen internationale en binnenlandse stafleden - Verhouding tussen internationale en binnenlandse studenten - Hoeveelheid onderzoekspublicaties met internationale co-auteurs | - 2.5% - 2.5% - 2.5%              |
| Onderwijs                                | - Peiling onder gerespecteerde academici naar de reputatie van de instelling op het gebied van onderwijs - Aantal promoties (ontvangen doctorgraden) (per academisch staflid) - Aantal bachelorstudenten (per academisch staflid) - Inkomsten (per academisch staflid) - Verhouding tussen aantal ontvangen doctor- en bachelorgraden                        | - 15% - 6% - 4.5% - 2.25% - 2.25% |
| Onderzoek                                | - Peiling onder gerespecteerde academici naar de reputatie van de instelling op het gebied van onderzoek - Inkomsten uit onderzoek (gerelateerd aan aantal stafleden en koopkracht) - Aantal onderzoekspublicaties (per academisch staflid) - Verhouding tussen inkomsten voor onderzoek afkomstig uit overheidsgelden en de totale inkomsten voor onderzoek | - 18% - 6% - 6%                   |
| Citatie-impact                           | - Gemiddeld aantal citaties per onderzoekspublicatie (per vakgebied per jaar) | - 30%                             |

De gegevens over aantallen publicaties en citaties zijn afkomstig uit de Web of Science-database van Thomson Reuters.
De Reputation Ranking wordt verkregen door een opiniepeiling op uitnodiging onder academici, waarbij de respondenten geografisch en per vakgebied optimaal zijn verspreid.

## Geschiedenis
De eerste Times Higher Education-ranglijst werd samengesteld in 2004, in samenwerking met het Britse bedrijf Quacquarelli Symonds (QS). Na 2009 besloot Times Higher Education om de samenwerking met QS te verbreken en in plaats daarvan met Thomson Reuters samen te werken. QS publiceert sindsdien een aparte ranglijst onder de naam QS World University Rankings.

## Reacties
David Willetts, Brits minister voor universiteiten en wetenschap, was positief over de ranglijst in een reactie in 2010. Hij merkte op dat subjectieve peilingen naar reputatie minder gewicht hadden gekregen dan in de methodologie die in de periode 2004-2009 gebruikt werd, en dat de kwaliteit van het onderwijs meer gewicht had gekregen.
Steve Smith, vicerector van de Universiteit van Exeter en voorzitter van Universities UK, zei in 2010 dat de methodologie van de ranglijst "robuste" citatiemetingen gebruikt en minder nadruk legt op subjectieve reputatiepeilingen dan voorheen. Dit "versterkt het vertrouwen in de evaluatiemethode", volgens Smith.
In een rapport van de European University Association in 2011 werd de methodologie bekritiseerd omdat het veel meer gewicht legt op onderzoek dan op onderwijs, en omdat subjectieve peilingen naar reputatie nog steeds een "enorme impact" hebben op de totale score.